# L'elefante scomparso e altri racconti
L'elefante scomparso e altri racconti (象の消滅?, Zō no shōmetsu) è una raccolta di racconti di Haruki Murakami pubblicata in inglese col titolo The Elephant vanishes nel 1993 dall'editore Knopf. Il racconto che dà il titolo alla raccolta era stato pubblicato in originale nel 1985. 
La raccolta è composta da 17 racconti, scritti tra gli anni '80 e la fine degli anni '90.
In Italia è uscita nel 2001 edita da Baldini e Castoldi nella traduzione dal giapponese di Antonietta Pastore, successivamente ristampata nel 2009 da Einaudi.
La raccolta di racconti rispecchia a livello stilistico e tematico le precedenti opere di Murakami. Le storie fondono normalità e surrealismo, e si focalizzano su temi dolorosi che riguardano la perdita, la distruzione, la confusione e la solitudine.

## Racconti
I racconti trattano le tematiche più care all'autore.
- Una lenta nave per la Cina (primi anni Ottanta)
- Granai incendiati (1984)
- Il nano ballerino (1984)
- Il messaggio del canguro (1986)
- Vedendo una ragazza perfetta al 100% in una bella mattina d'aprile (1986)
- Le piace Burt Bacharach? (1986)
- L'ultimo prato del pomeriggio (1988)
- Lederhosen (1988)
- L'elefante scomparso (1989)
- Il secondo assalto a una panetteria (1989)
- Il mondo del vento scatenato (1989)
- Affare di famiglia (1989)
- L'uccello-giraviti e le donne del martedì (1989)
- Sonno (1993)
- Gli uomini Tv (1993)
- Il mostriciattolo verde (1999)
- Silenzio (1999)

## Trama dei racconti

### "Una lenta nave per la Cina"
Un uomo giapponese originario di Tokyo racconta degli incontri avuti con persone di nazionalità cinese nel corso della sua vita.

### "Granai incendiati"
Un uomo sposato di 31 anni intraprende una relazione non meglio specificata con una ragazza di 20. Di ritorno dall'Algeria, la ragazza presenta all'uomo il suo nuovo fidanzato giapponese incontrato durante il suo viaggio. Un giorno i due si recano in visita dal narratore, ignaro della presunta passione per bruciare granai che il fidanzato della ragazza gli rivelerà, cosa che accenderà particolarmente la curiosità del padrone di casa. Questo racconto venne adattato per il cinema dal regista Lee Chang-dong che nel 2018 girò il film Burning - L'amore brucia. 

### "Il nano ballerino"
Un operaio, che lavora in una fabbrica che costruisce elefanti, sogna un nano ballerino dotato di incredibile talento per la danza. Il protagonista scopre presto tramite un anziano che passa il suo tempo in un bar che l'esistenza del nano è stata reale nel periodo precedente la rivoluzione, dopo la quale ha fatto perdere le sue tracce. Apparsogli un'altra volta in sogno, l'uomo decide di fare un insidioso patto con il nano al fine di conquistare il cuore di una nuova ragazza arrivata alla fabbrica di elefanti.

### "Il messaggio del canguro"
Il narratore, che si occupa di rispondere ai reclami per conto di un grande magazzino, dopo essere rimasto colpito dalla lettera di reclamo ricevuta da una donna e aver visto dei canguri in uno zoo, decide di scrivere una lettera di risposta diversa dal solito.

## Edizioni in italiano
- Haruki Murakami, L'elefante scomparso e altri racconti, traduzione di Antonietta Pastore, Baldini & Castoldi, Milano 2001
- Haruki Murakami, L'elefante scomparso e altri racconti, traduzione di Antonietta Pastore, Baldini Castoldi Dalai, Milano 2004
- Haruki Murakami, L'elefante scomparso e altri racconti, traduzione dal giapponese di Antonietta Pastore, Einaudi, Torino 2009
- Haruki Murakami, L'elefante scomparso e altri racconti, traduzione di Antonietta Pastore, RCS Mediagroup, Milano 2020